# Xanthopenthes
Xanthopenthes là một chi bọ cánh cứng trong họ 
Elateridae.
Chi này được miêu tả khoa học năm 1929 bởi Fleutiaux.

## Các loài
Các loài trong chi này gồm:
- Xanthopenthes annamensis Fleutiaux, 1902
- Xanthopenthes anthracinus Fleutiaux, 1928
- Xanthopenthes apicatus Schimmel, 1999
- Xanthopenthes bartolozzii Schimmel, 1998
- Xanthopenthes baumi Schimmel, 1999
- Xanthopenthes bicarinatus (Lewis, 1894)
- Xanthopenthes birmanicus (Candèze, 1888)
- Xanthopenthes bocakorum Schimmel, 1999
- Xanthopenthes brancuccii Schimmel, 1999
- Xanthopenthes brendelli Schimmel, 1999
- Xanthopenthes brignolii Schimmel, 1999
- Xanthopenthes burmensis Schimmel, 2003
- Xanthopenthes candezei Schimmel, 1999
- Xanthopenthes catei Schimmel, 1999
- Xanthopenthes ceylonensis Schimmel, 1999
- Xanthopenthes convexus Fleutiaux, 1928
- Xanthopenthes crassus Fleutiaux, 1902
- Xanthopenthes deliquescus Schimmel, 2003
- Xanthopenthes dembickyi Schimmel, 1999
- Xanthopenthes desenderi Schimmel, 1999
- Xanthopenthes diehli Schimmel, 1999
- Xanthopenthes dignoscus Schimmel, 2003
- Xanthopenthes discicollis Schimmel, 1999
- Xanthopenthes dolini Schimmel, 1999
- Xanthopenthes elateroides Fleutiaux, 1928
- Xanthopenthes fairmairei Schimmel, 1999
- Xanthopenthes fleutiauxi Schimmel, 1999
- Xanthopenthes forestieroi Schimmel, 1999
- Xanthopenthes friedrichi Schimmel, 1999
- Xanthopenthes fruhstorferi Schimmel, 1999
- Xanthopenthes fuscus Fleutiaux, 1928
- Xanthopenthes gibbus Schimmel, 2003
- Xanthopenthes girardi Schimmel, 1999
- Xanthopenthes granulipennis (Miwa, 1929)
- Xanthopenthes hayekae Schimmel, 1999
- Xanthopenthes helferi Schimmel, 1999
- Xanthopenthes herbrandi Schimmel, 1999
- Xanthopenthes hiramatsui Ôhira, 1995
- Xanthopenthes horaki Schimmel, 1999
- Xanthopenthes hummeli (Fleutiaux, 1936)
- Xanthopenthes jansoni Schimmel, 1999
- Xanthopenthes kedahensis Schimmel, 1999
- Xanthopenthes klausnitzeri Schimmel, 1999
- Xanthopenthes konoi Nakane & Kishii, 1965
- Xanthopenthes krali Schimmel, 1999
- Xanthopenthes kubani Schimmel, 1999
- Xanthopenthes kucerai Schimmel, 2004
- Xanthopenthes lateralis Schimmel, 1999
- Xanthopenthes longicollis Schimmel, 1999
- Xanthopenthes longicornis Schimmel, 1999
- Xanthopenthes lugubris (Candèze, 1888)
- Xanthopenthes maduraiensis Schimmel, 1999
- Xanthopenthes minimus Schimmel, 2004
- Xanthopenthes mixtus Fleutiaux, 1928
- Xanthopenthes modestus (Candèze, 1859)
- Xanthopenthes modiglianii Schimmel, 1999
- Xanthopenthes niehuisi Schimmel, 1999
- Xanthopenthes novakorum Schimmel, 1999
- Xanthopenthes oberthueri Schimmel, 1999
- Xanthopenthes obscurus Fleutiaux, 1918
- Xanthopenthes pacholatkoi Schimmel, 1999
- Xanthopenthes parvulus Fleutiaux, 1928
- Xanthopenthes piceus Fleutiaux, 1889
- Xanthopenthes poggii Schimmel, 1999
- Xanthopenthes porrectus Fleutiaux, 1918
- Xanthopenthes prapatensis Schimmel, 1999
- Xanthopenthes preussi Schimmel, 1999
- Xanthopenthes probsti Schimmel, 1999
- Xanthopenthes raffrayi Schimmel, 1999
- Xanthopenthes robustus (Miwa, 1929)
- Xanthopenthes rufus (Candèze, 1859)
- Xanthopenthes rugosus Schimmel, 1999
- Xanthopenthes similis Schimmel, 1999
- Xanthopenthes sinensis Schimmel, 1999
- Xanthopenthes singularis Schimmel, 1999
- Xanthopenthes speciosus Schimmel, 2003
- Xanthopenthes sticheli Schimmel, 1999
- Xanthopenthes strbai Schimmel, 1999
- Xanthopenthes sumatrensis Schimmel, 1999
- Xanthopenthes tawiensis Ôhira, 1974
- Xanthopenthes unicarinatus (Fleutiaux, 1918)
- Xanthopenthes unicoloratus Schimmel, 1999
- Xanthopenthes vagus Schimmel, 1999
- Xanthopenthes variolosus Candèze, 1878
- Xanthopenthes vitalisi (Fleutiaux, 1918)
- Xanthopenthes werneri Schimmel, 1999
- Xanthopenthes wittmeri Schimmel, 1999
- Xanthopenthes zobrisi Schimmel, 1999